# Iceberg (Veranstaltung)
Iceberg ist eine monatlich in Wien stattfindende Veranstaltung mit Musik der 1980er Jahre. Hauptaugenmerk liegt auf der sogenannten Neuen Deutschen Welle (NDW) und dem englischsprachigen Pendant New Wave. Mit einer jährlichen Besucherzahl von etwa 20.000 Gästen ist sie eine der größten Veranstaltungen dieser Art im deutschsprachigen Raum.

## Geschichte
Am 16. April 1993 fand die erste Veranstaltung in der Wiener Arena statt. Auf einem einzigen Floor wurde jener Sound gespielt, der zu diesem Zeitpunkt oft für überholt oder gar peinlich galt. Kurze Zeit später bescherte die Retrowelle in Musik und Mode diesem regelmäßigen Event einen ungeahnten Popularitätsschub. Durch die ununterbrochen lange Spielzeit zählt Iceberg zu den am längsten kontinuierlich abgehaltenen populärkulturellen Veranstaltungen Österreichs.
Iceberg entwickelte sich ab 1993 zu einer Alternative zur aufkommenden Techno-Szene, die mit Großveranstaltungen in der Nähe der Arena, den Gazometer-Raves, die Musikevents dominierte. Iceberg bekam in dieser Zeit so viel Zulauf, dass man innerhalb des Arena-Geländes mehrere Hallen nutzte.

## Besonderheiten
Der englischsprachige Titel „Iceberg“, der aber von den Besuchern immer wie „Eisberg“ ausgesprochen wird, verdeutlicht den angestrebten Mix von englisch- und deutschsprachiger Musik. Der auf dem Veranstaltungslogo vor einem Eisberg stehende Eisbär erinnert an den NDW-Song Eisbär der Gruppe Grauzone. Der Veranstaltungsuntertitel Verschwende Deine Jugend ist vom gleichnamigen Lied der Düsseldorfer Band DAF abgeleitet.
Im Laufe der Jahre wurde das musikalische Angebot stetig erweitert und zuletzt wurden bis zu vier Floors bespielt. Das Programm reicht von New Wave und NDW über Alternative, Ska und Punkrock bis zu Electroclash, Big Beat und Drum and Bass.
Neben der langen Spieldauer und der hohen Gästezahl der Veranstaltung, ist vor allem die Gestaltung der Flyer erwähnenswert. Anders als üblich wird auf diesen dem aktuellen gesellschaftlichen, kulturellen oder politischen Geschehen mehr Platz eingeräumt als dem eigentlichen Line-up. Besonders publikumswirksam waren laut Veranstalter die Flyer zum Thema Irak-Krieg und zu verschiedenen Kommunal- und Nationalratswahlen.
Von Anfang an unter den Resident DJs war DJ Elk, der auch heute noch bei dieser Veranstaltung auflegt.